# Шульц, Феофил Иванович
Феофил Иванович Шульц (1821—1897) — русский архитектор, академик Императорской Академии художеств.

## Биография
Окончил в 1843 году Императорскую академию художеств, получив большую серебряную медаль и звание художника архитектуры XIV класса за «проект губернаторского дома». Был признан «назначенным в академики» (1849). Избран в академики (1851) за проект «Дворянское Собрание в столице».
С 1847 года — младший помощник архитектора Московского Воспитательного дома; в 1849 году переведён в штат Опекунского совета.
В 1851 году получил звание академика за проект «Дворянское собрание в столице» и был определён рисовальщиком в Комиссию для сооружения храма Христа Спасителя; в 1867 году был выведен за штат, но остался безвозмездно помогать на строительстве.
Ф. Шульц был первым архитектором Московского городского кредитного общества. В 1869 году получил звание почётного вольного общника Академии художеств.